# ثقافة اليابان

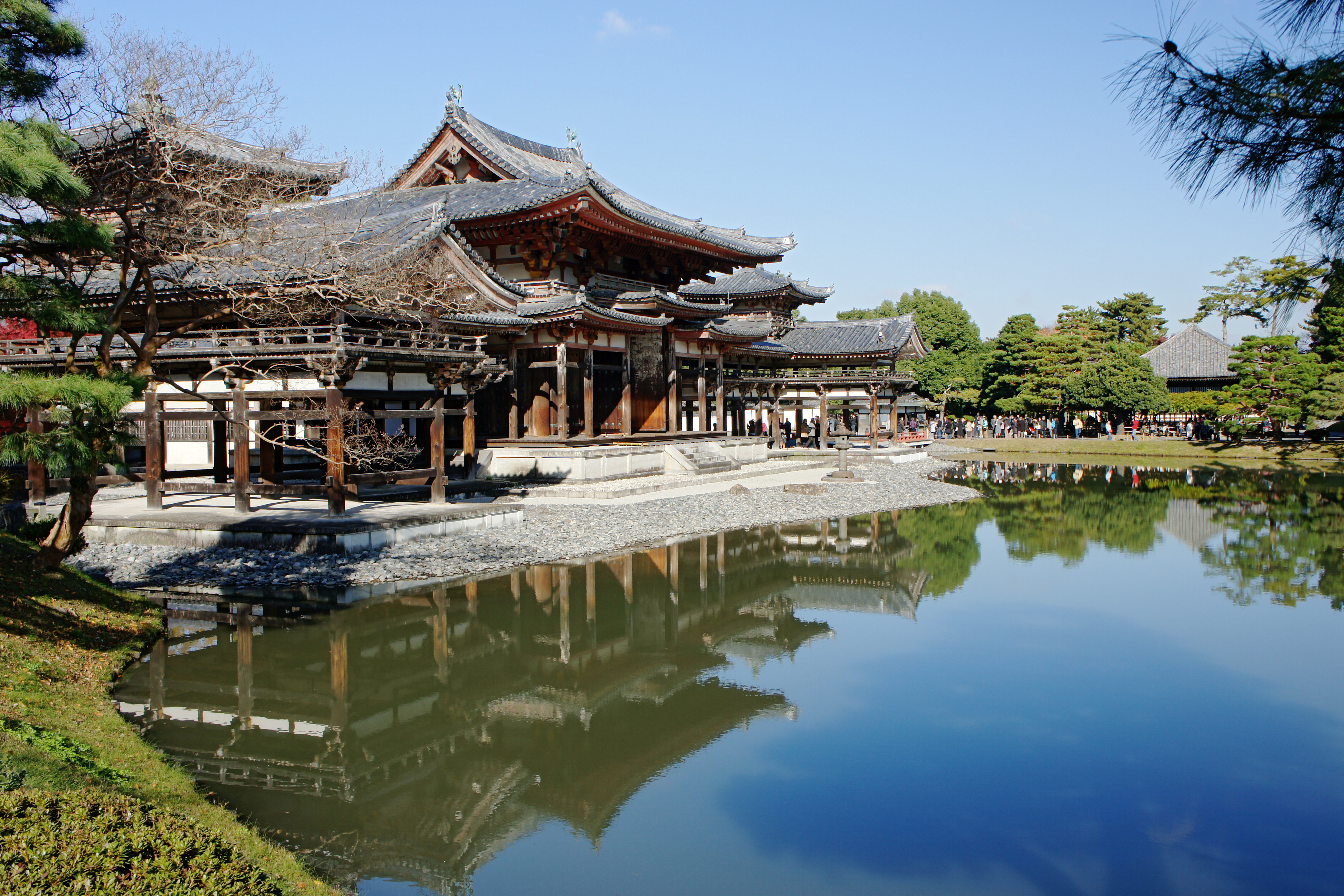
حديقة يابانية مرفقة بالمعبد البوذي بيودو-إن (平等院)، في ولاية يوجي بمقاطعة كيوتو، التي تم اكتمال بنائها عام 1053

الثقافة اليابانية هي مجموعة العادات والتقاليد والفنون والممارسات الاجتماعية التي تطورت في اليابان عبر الأجيال.
تشكلت هذه الثقافة من خلال التفاعل مع الحضارات المجاورة، وخاصة الصين وكوريا، إلى جانب تطورها الداخلي الطبيعي. تتجلى ثقافة اليابان في مظاهر مختلفة منها الفنون التقليدية والعادات الاجتماعية والمعتقدات الدينية المتمثلة في الشنتو والبوذية، ومنها المطبخ الياباني، إضافة إلى التطور الكبير اللاحق في مجالات التكنولوجيا والحداثة. وتتميز هذه الثقافة بالجمع بين التقاليد اليابانية العريقة والحداثة الغربية.
إن الثقافة اليابانية هي نتيجة لعملية تاريخية بدأت مع موجات من الهجرة التي جاءت من آسيا ومن جزر المحيط الهادئ، يليها تأثير ثقافي صيني ملحوظ في الثقافة اليابانية.
وفي وقت لاحق، أنشأ النظام السياسي شوغونية توكوغاوا في منتصف القرن السابع عشر فترة طويلة من العزلة عن معظم العالم والتي تدعى (الساكوكو) التي استمرت حتى أوائل فترة مييجي (باليابانية: 明‍治時‍代،ميجي جيداي)، والتي تتزامن مع نهاية القرن التاسع عشر.
تشرب الفكر الياباني عبر التاريخ بالعديد من أفكار الدول الأخرى بما فيها التقنيات والعادات وأنواع الثقافات. وقد انصهرت مختلف هذه العناصر الوافدة لتشكل الثقافة اليابانية الفريدة. ولذلك تجد نمط الحياة اليابانية اليوم مزيجاً خصباً من الثقافات الآسيوية التقليدية والثقافات الغربية الحديثة.

## الملابس

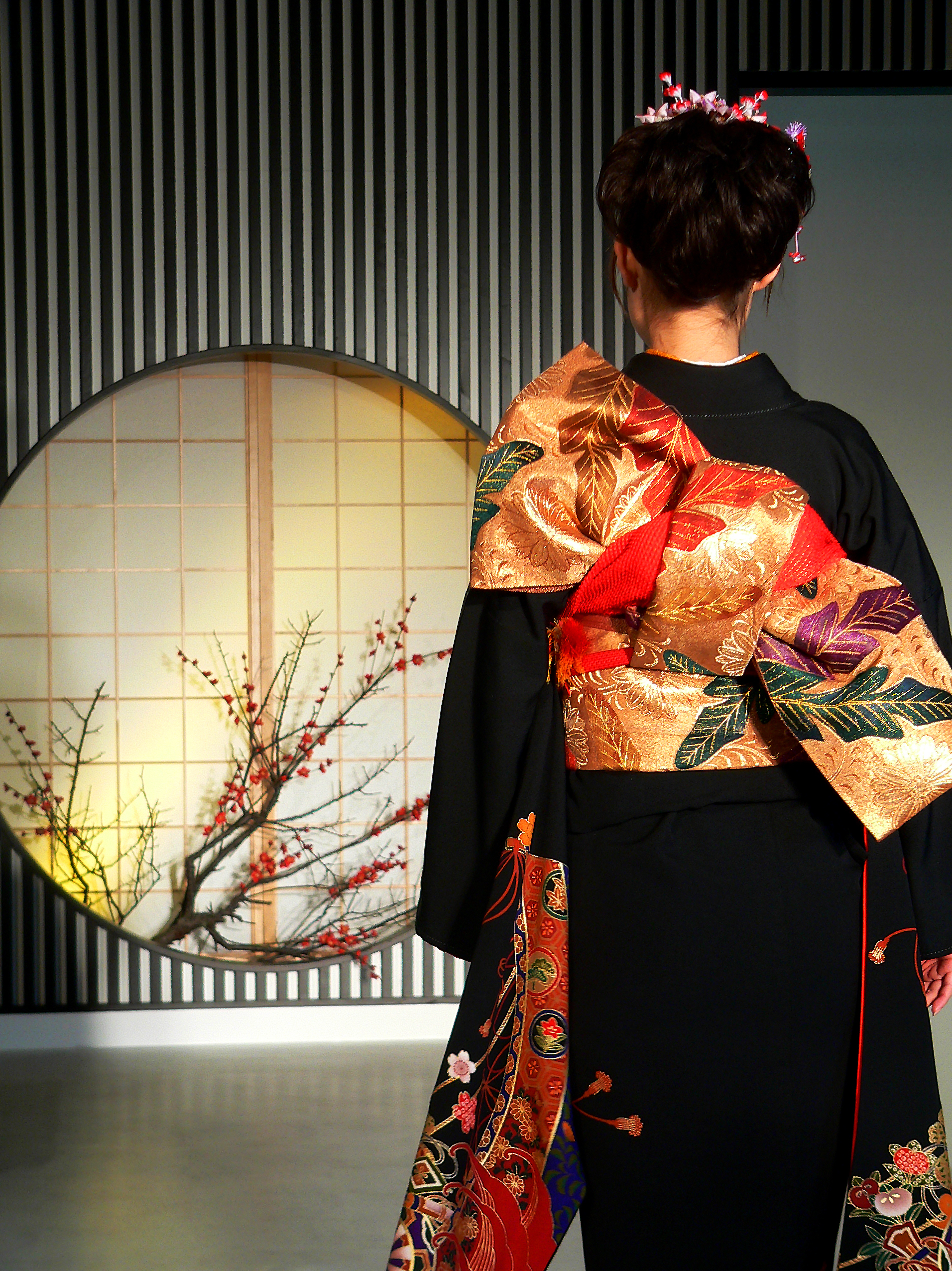
فتاة ترتدي الكيمونو ويظهر من الخلف حزام الأوبي

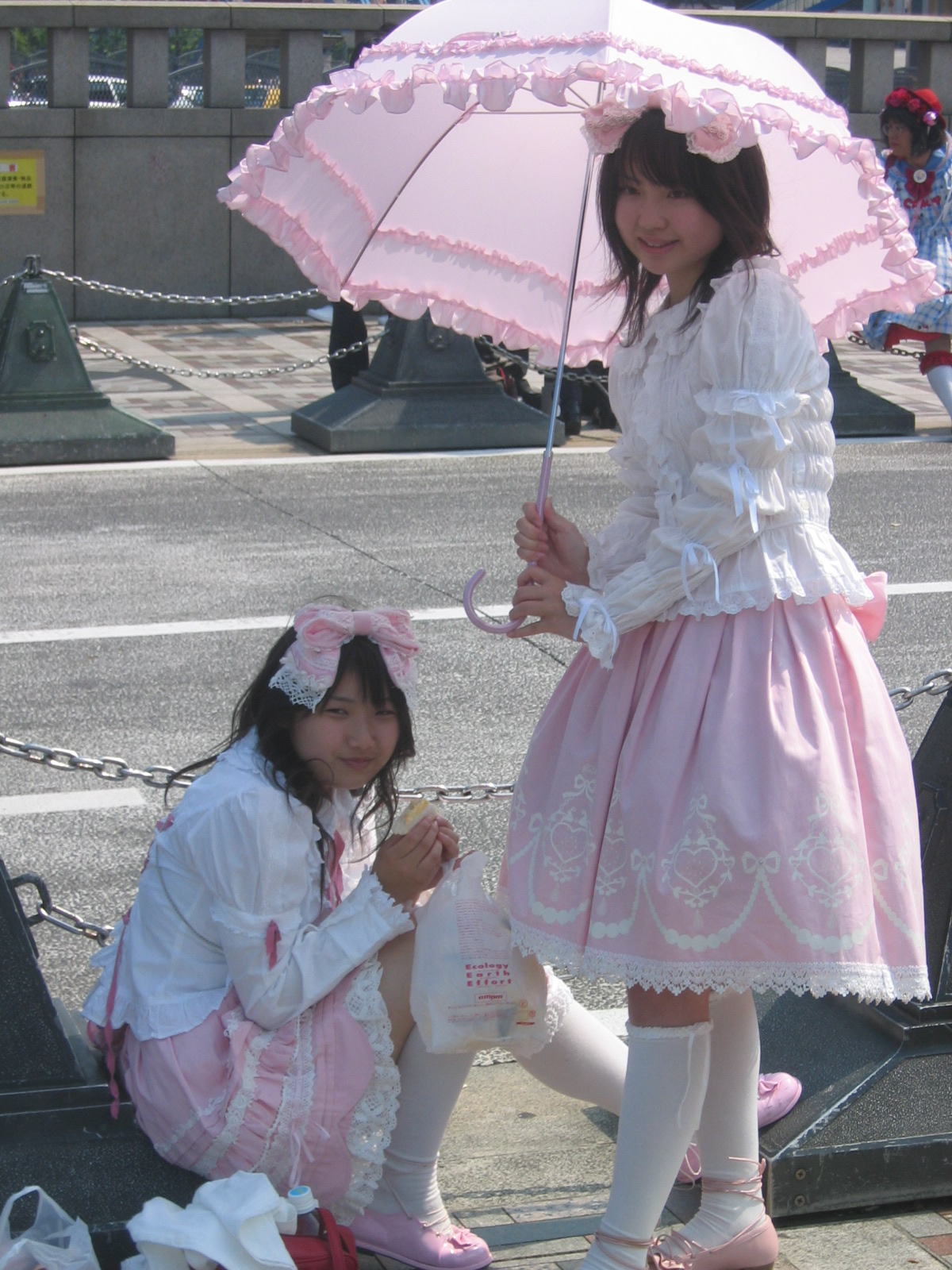
فتاتان ترتديان اللوليتا

يوجد في اليابان نوعان من الملابس: النوع الأول هو الملابس التقليدية والثاني هو الملابس الحديثة. ومن بين الملابس التقليدية يبرز زي (الكيمونو، باليابانية: 着物) ومعناه «شيء للارتداء» وهو عبارة عن ثياب مبهرجة طويلة يستخدما النساء والرجال والاطفال في المناسبات الخاصة، ولكنها حالياً تستخدم بشكل واسع للإشارة إلى اللباس الياباني التقليدي الطويل الذي يلبسه الرجال والنساء والأطفال، ومن المعروف عن الكيمونو منظره الجميل وألوانه الزاهية خصوصاً الكيمونو النسائي، والكيمونو هو عبارة عن ثوب على شكل حرف ال (T: في الإنجليزية) ويصل طوله إلى الكاحل وله ياقة وأكمام عريضة، ويتكون من خلفية وبطانة تحتية يتم ارتدائها تحت ذلك الجزء العلوي المليء بالألوان المبهجة. وتختلف أكمام الكيمونو الخاص بالسيدات المتزوجات عن ذلك الذي يخص السيدات العازبات. يُلف الكيمونو حول الجسم بحيث يكون الطرف اليساري فوق الطرف اليميني إلا في حالات الوفاة والدفن فيكون الطرف اليميني فوق الطرف اليساري، ويلف بحزام يطلق عليه اسم أوبي يربط من الخلف لإحكام تثبيته. يترافق ارتداء الكيمونو عادة مع ارتداء زوج من الأحذية التقليدية التي يطلق عليها اسم زوري أو غيتا، مع زوج من جوارب الإبهام التي تدعى تابي. وقد تخلى الناس عن ارتداء الكيمونو وذلك لصعوبة ارتدائه حيث أنه في القدم كان هناك من يكرس حياته لمساعدة الأشخاص في ارتداء هذا اللباس. وهناك أيضاً بعض الثياب التي يستخدمها اليابانيون مثل: (اليوكاتا، باليابانية:(浴衣)) وهو زي يشبه الكيمونو ولكنه يتميز بأنه زي قطني خفيف وذلك ليتناسب مع فصل الصيف ويعطي إحساس بالبرودة، ويتم ارتدائه أيضاً اثناء عروض الألعاب النارية ومهرجان بون، وهو زي غير رسمي يتم ارتدائه في المناسبات العادية؛ والهاكاما (باليابانية:袴) هو زي تقليدي آخر كان مستخدماً قديماً من قبل الرجال وكان يتم ارتدائه في الفنون القتالية والآن يتم ارتدائه أيضا من قبل السيدات؛ والجينبي (في اليابانية: 甚兵衛, 甚平) وهي ثياب يستخدمها الرجال تشبه ملابس النوم أو البجامة؛ والجونيهيتويه (باليابانية: 十二単، ومعناها حرفياً «الثوب ذي الاثنتي عشرة طبقة») وهي ثياب نسائية تشبه الكيمونو ويستخدمها النبلاء. ومن بين كل الأشرطة والأحزمة الملونة يبرز الأوبي (في اليابانية: 帯)، وهو نطاق أو حزام تقليدي في اليابان يرتدى أثناء ارتداء الكيمونو والهاكاما واليوكاتا. وفي ما يتعلق بالأحذية التقليدية، هناك عدة أنواع مستخدمة مثل: التابي (باليابانية: 足袋) والجيكا-تابى (باليابانية: 地下足袋)، وهي الوسائل التقليدية، والزوري (باليابانية: 草履)، والذي يستخدم كالصنادل والغيتا (باليابانية: 下駄)، وهو نوع من القباقيب؛ والواراجي (باليابانية: 草鞋) وهو صندل يستخدمه الرهبان البوذيون.
أما بالنسبة للملابس الحديثة اليابانية، فإنه يوجد بعض الإتجاهات الحديثة مثل الجانجورو (باليابانية:ガングロ) وهي أزياء نسائية تتميز بارتداء ملابس مبهرجة جداً والاستخدام المفرط للاكسسوارات وقصات الشعر الجديدة المتنوعة مع تلوينه ألوان غير اعتيادية لافتة جدا والأظافر الطويلة التي تتخذ اشكالاً جديدة مع صبغ لون البشرة إلى اللون الداكن واستخدام المكياج متعدد الألوان. وهناك نوع آخر من الأزياء الحديثة في اليابان وهي أزياء اللوليتا (باليابانية: ロリータ・ファッション) والتي هي مستوحاة من أزياء فيكتوريا الطفولية مع بعض العناصر من الروكوكو، والتي كانت لها تداعيات من الثقافات الفرعية القوطية وثقافة البانك والميدو...إلخ. ومن المثير للاهتمام أن الزي المدرسي الياباني قد تم اتخاذه على أنه نوعا خاصا من الملابس الحديثة للفتيات، حيث أنه يظهر بشكل كبير ومنتشر جداً في وسائل الإعلام اليابانية والبرامج المختلفة. وهناك نوع آخر من الثياب الحديثة في اليابان وهو الكوسبلاي (باليابانية: コスプレ)، وهو عبارة عن ارتداء ملابس بعض الشخصيات التي تظهر في وسائل الإعلام المختلفة مثل: الأنمي والمانجا وألعاب الفيديو وأشرطة الفيديو والموسيقى وغيرها.

## الطهو

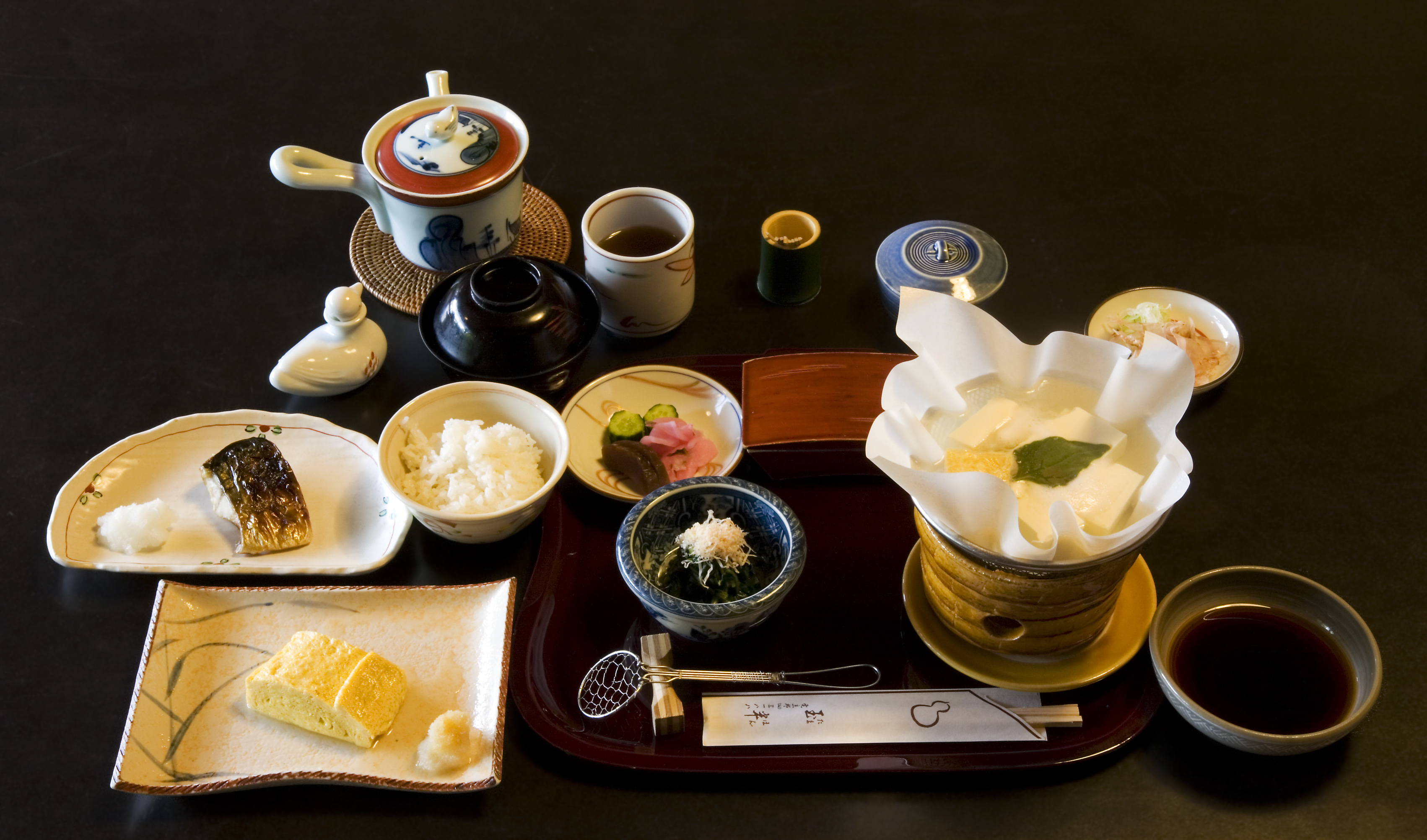
الإفطار التقليدي في استراحة ريوكان

يمتلك المطبخ الياباني ماض عريق في الطهو وتطور هذا الطهو إلى فن الطهو الياباني الحديث والراقي حيث أنه يتناسب مع كل موسم من مواسم السنة. وهذا الفن مشابه لفن الطهو الصيني فيما يتعلق بالعناصر الأساسية أو الشوشوكو (باليابانية: 主食) التي تعتمد على خمس عناصر غنية بالكربوهيدرات وهي: الأرز والقمح والشوفان والفاصولياء والدخن الشائع (باليابانية: (五穀: 米, 麦, 粟, 豆, 黍)). وهناك أطباق جانبية يطلق عليها اسم الأوكازو (باليابانية:(おかず)) ووظيفتها هي إضافة مذاق جيد إلى الوجبة الرئيسية وتلك الأطباق عادة ما تكون مالحة.
يتكون الطعام النموذجي الياباني من سلطانية من الأرز الياباني، ويصحبه التسوكه-مونو (المخلل) وسلطانية من الحساء ومجموعة متنوعة من أطباق الأوزاكو مثل الأسماك واللحوم والخضراوات وغيرها. كما أنه من المعتاد تسمية الأطباق تبعاً لكمية الأرز أو الحساء التي تصحبها.

## فنون تقليدية
تحظى العروض الفنية التقليدية اليابانية حتى اليوم بشعبية كبيرة بما فيها فنون «الكابوكي» - المسرح الكلاسيكي- و«النوه» - المسرح الموسيقي - و«الكيوغن» - المسرح الكوميدي- و«البونراكو» - مسرح الدمى - وفنون «النوه» و«الكابوكي» و«البونراكو» معترف بها من قبل اليونسكو كتراث ثقافي غير ملموس.
«الكابوكي» هو نوع من أنواع المسرح الكلاسيكي ظهر في مستهل القرن السابع عشر، ويتسم هذا الفن بطريقة مميزة في الإلقاء الموزون، والأزياء الفاخرة وطرق التجميل المبالغ فيها المعروفة باسم «كومادوري»، واستخدام التجهيزات الميكانيكية لتنفيذ المؤثرات الخاصة على المسرح. ومن شأن مساحيق التجميل أن تبرز الشخصيات المسرحية وحالتها المزاجية. وتدور معظم المسرحيات حول موضوعات من العصور الوسطى أو عصر «إيدو»، ويقوم الذكور بكافة الأدوار التمثيلية بما فيها النسائية منها.
أما فن «النوه» فهو أقدم أشكال المسرح الموسيقى، بمعنى أن القصة لا يكتفى بسردها، في صورة حوار، ولكن أيضا من خلال «الأوتاي» (الغناء) و «الهاياشي» (المصاحبة الموسيقية) والرقص. وهناك سمة أخرى من سمات هذا الفن المسرحي، وهي ارتداء الممثل الرئيسي، أزياء زاهية الألوان من الحرير المطرز، وعادة ما يضع الممثل على وجهه قناعاً خشبياً مطلياً. وتختلف هذه الأقنعة باختلاف الشخصيات المسرحية، بين شيخ، أو امرأة شابة أو مسنة، أو شخصية دينية، أو شبح، أو غلام صغير.
«الكيوغن»، هو نمط من أنماط المسرح الكوميدي التقليدي ويتميز بأسلوب راقي جدا في الأداء والإلقاء، وتقدم عروض هذا الفن في الفترات التي تتوسط عروض مسرح «النوه»، وقد يقدم في بعض الأحيان بشكل مستقل. اشتهر فن «البونراكو» في أواخر القرن السادس عشر، وهو نمط من أنماط مسرح الدمى المصحوب بالغناء القصصي والعزف الموسيقى على آلات «الشاميسين» (ثلاثية الأوتار)، ويعتبر «البونراكو» من أكثر أنماط مسرح العرائس رقياً في العالم. وهناك أنواع أخرى من الفنون التقليدية كحفلات الشاي و«الإيكبانا» - تنسيق الزهور - التي باتت جزءاً لا يتجزأ من الحياة اليومية اليابانية. وحفل الشاي - السادو أو التشادو - أسلوب راق جداً من طرق إعداد الشاي الأخضر. ولا يقتصر هذا الفن على إعداد الشاي وتقديمه فحسب، وإنما يتعداه ليكون فناً عميقاً راقياً يتطلب قدراً كبيراً من المعرفة، والإحساس المرهف. ويخوض هذا الفن في تقصي أهداف الحياة، والتشجيع على تقدير الطبيعة.
يعود فن تنسيق الزهور الياباني «الإيكبانا» الذي تطور في اليابان خلال القرون السبعة الماضية إلى أصول مرتبطة بالطقوس البوذية في تقديم الزهور. ويتميز هذا الفن عن غيره من الأساليب التي تستخدم الزهور لمجرد الزينة، بالعناية الفائقة في اختيار كل عنصر من عناصره، بما في ذلك نوعية الزهور، والوعاء، ووضعية كل فرع أو زهرة، ومراعاة الانسجام بين الفروع والوعاء والموقع.
- الموسيقى
- الفنون القتالية
- المسرح الياباني
  - نو
  - كابوكي
  - بونراكو (مسرح العرائس)
- إيكيبانا (فن تنسيق الزهور)
- بونساي أو بونسائي (فن العناية بالأشجار والنباتات)
- البستنة (العناية بالحدائق)
- أوريغامي (فن طي الورق)
- شودو (فن الخط الياباني)
- كيمونو ويوكاتا (الملابس التقليدية اليابانية)

## الدين

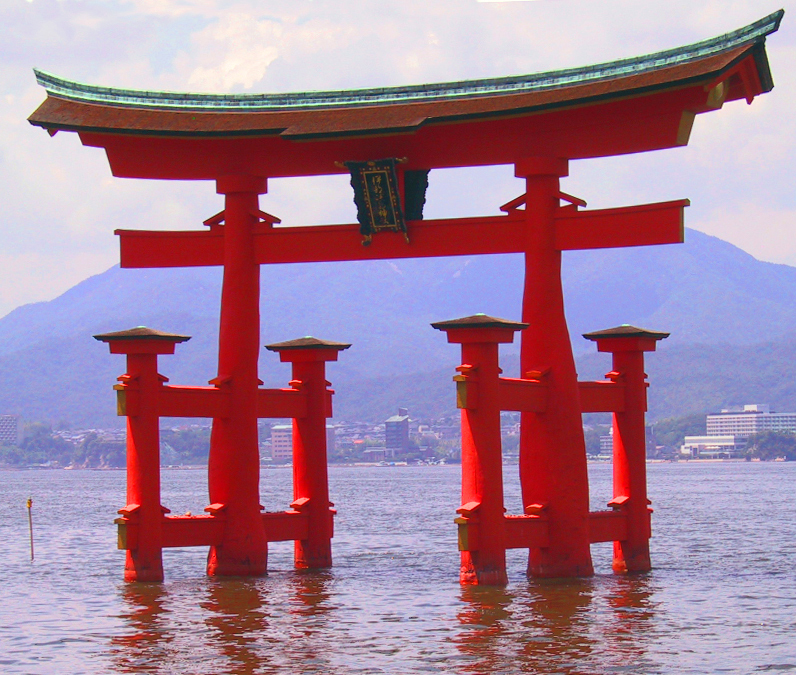
هيكل توري بضريح إيتسوكوشيما، معبد الشنتو في هيروشيما.

إن معظم اليابانيين لا يتبعون ديانة واحدة بالتحديد وبالتالي فإنهم يدمجون العديد من الخصائص للأديان المختلفة في حياتهم اليومية وهذه العملية تعرف بالتوفيق بين الأديان وبالتالي فإنهم يحتفلون بأعياد تنتمي إلى الديانات المختلفة، مثل البوذية والمسيحية والشنتوية. وهكذا فإنها تبعاً لإحصائيات وكالة الثقافة اليابانية فإن حوالي 160 مليون نسمة معتنق للشنتو، وحوالي 96 مليون نسمة يتبعون البوذية، و2 مليون يتبعون المسيحية، بالإضافة إلى مليون نسمة يتبعون الديانات الأخرى.
تعد ديانة الشنتو واحدة من الديانات الأكثر ممارسة في اليابان والتي تعد بدورها الديانة الأصلية لليابان وتعد أيضاً فريدة من نوعها في تلك البلد، وتلك الديانة كانت الديانة الوحيدة في اليابان قبل وصول البوذية إليها وتاثيرها الملحوظ في الأساطير اليابانية. ليس للشنتو تعاليم محددة لذلك فإنها تعد الأكثر انتشارا في البلاد، كما تعد أيضاً واحدة من أكثر الديانات انفتاحاً على الديانات الأخرى دون التأثير عليها وذلك لعدم احتوائها على تعاليم محددة، وتلك الديانة أيضاً ليست لا يعرف لها مؤسس محدد. وهناك أيضاً الديانة البوذية التي نشأت في شمال عن طريق التعاليم التي تركها بوذا (المتيقظ) الهند وانتشرت بعد ذلك في أنحاء آسيا، وفي اليابان تجري معظم طقوس الوفاة والدفن على الطريقة البوذية، وتعتبر زن من أشهر طوائف البوذية في اليابان.وهناك ايضاً الديانة المسيحية التي لا يتجاوز نسبة عدد معتنقيها 8.0% من عدد السكان، ووصلت إلى اليابان عن طريق البعثات التبشيرية المسيحية الغربية التي كانت موجودة في القرن السادس عشر. وأخيراً يأتي الإسلام الذي يبلغ عدد معتنقيه 70000 تقريباً وعددهم في تزايد وذلك في أواخر التسعينات بسبب زواج النساء اليابانيات بالمسلمين الأجانب في اليابان. وتنص المادة 20 من دستور اليابان على أن «حرية الدين مضمونة للجميع. ولا يجب أن تحصل أي منظمة دينية على أي دعم مالي من الحكومة، أو أن تقوم بأي نشاط سياسي».

## الرياضة
تشكل الرياضة جزءاً هاماً من الثقافة اليابانية، وتُحظى الرياضات التقليدية مثل السومو والفنون القتالية بشعبية كبيرة في البلاد، وكذلك الأمر بالنسبة للرياضات الغربية مثل كرة القاعدة وكرة القدم. وتعتبر مصارعة السومو الرياضة الوطنية في اليابان. تُمَارَس رياضات الفنون القتالية (مثل الجودو، الكاراتيه والكندو) على نطاق واسع في البلاد ويستمتع بها المتفرجون. وقد اكتسبت رياضة كرة القدم شعبية واسعة منذ إنشاء الدوري الياباني الممتاز في عام 1992.

## الثقافة الشعبية والترفيه

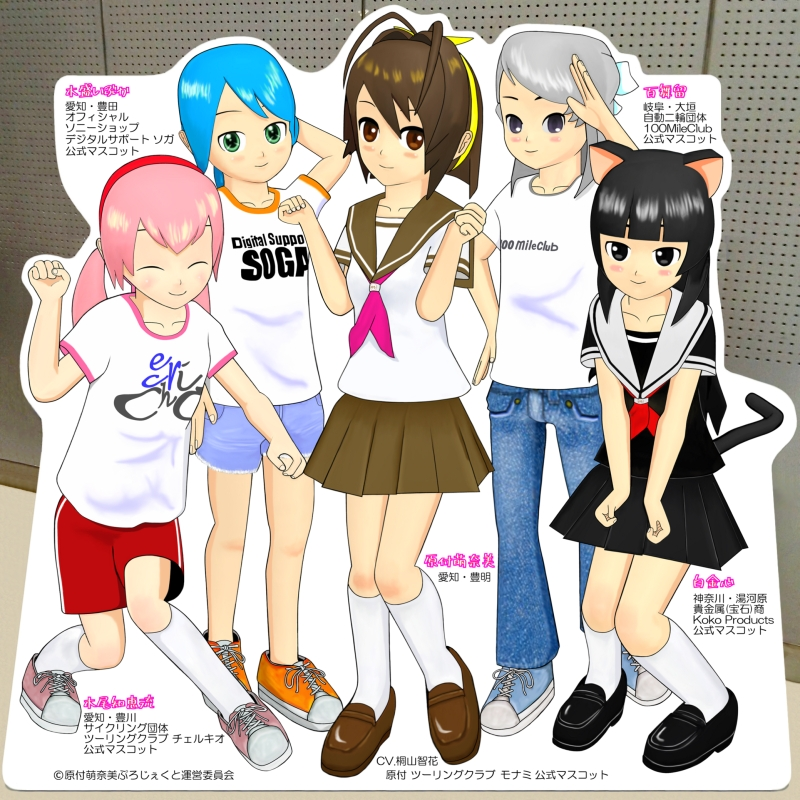
شخصيات مانغا وأنيمي متجذرة في المجتمع الياباني

تشكل المفاهيم المتنوعة مثل: المانغا والأنمي وألعاب الفيديو والرقة وتنطق بالأحرف اللاتينية (kawaii) جزءاً من الثقافة الشعبية اليابانية الحديثة.
لا تعكس الثقافة اليابانية فقط اهتمامات وسلوكيات الحاضر ولكنها أيضاً لها إتصال بالماضي. يتم تطوير الأفلام والبرامج التلفزيونية ومسلسلات الرسوم المتحركة (الأنمي) والموسيقى من التقاليد الأدبية والفنية القديمة والكثير من هذه الموضوعات وأساليب العرض تعتبر كأشكال من الفنون التقليدية.

### ثقافة الكاواي

جميع الخطوط الجوية نيبون بوينج 747 مع زي بوكيمون

كلمة كاواي (باليابانية: 可愛い) هي كلمة يابانية تعني بالعربية «ظريف» وأيضاً مرادفها (في اللغة الإنجليزية: cute) وهي كلما متداولة كثيرة بين الشباب، فإن أي شيء في الثقافة اليابانية يُرمز له بأنه ظريف أو لطيف بشكل طفولي مرح ومحبب إلى النفس كثيراً ويمتلك ألوان مبهجة وزاهية وأخاذة يندرج تحت ثقافة الكاواي أو يطلق عليه كلمة كاواي. وتلك الثقافة لم تعد تعني وتجذب انتباه المراهقين والصغار فحسب بل حازت أيضاً على إعجاب الكبار أيضاً ووجدت نجاحاً كبيراً في اليابان حيث أن بعض الشركات في اليابان أنتجت منتجاتها في تلك الاشكال الكرتونية المرحة فهناك أدوات مطبخية قد رسمت عليها تلك الشكال الكرتونية اللطيفة ذات الألوان المرحة المبهجة وأيضاً هناك بعض الطائرات التي رسمت على واجهتها بعض الرسوم الكرتونية المبهجة لتتناسب مع ثقافة الكاواي.

## معرض صور

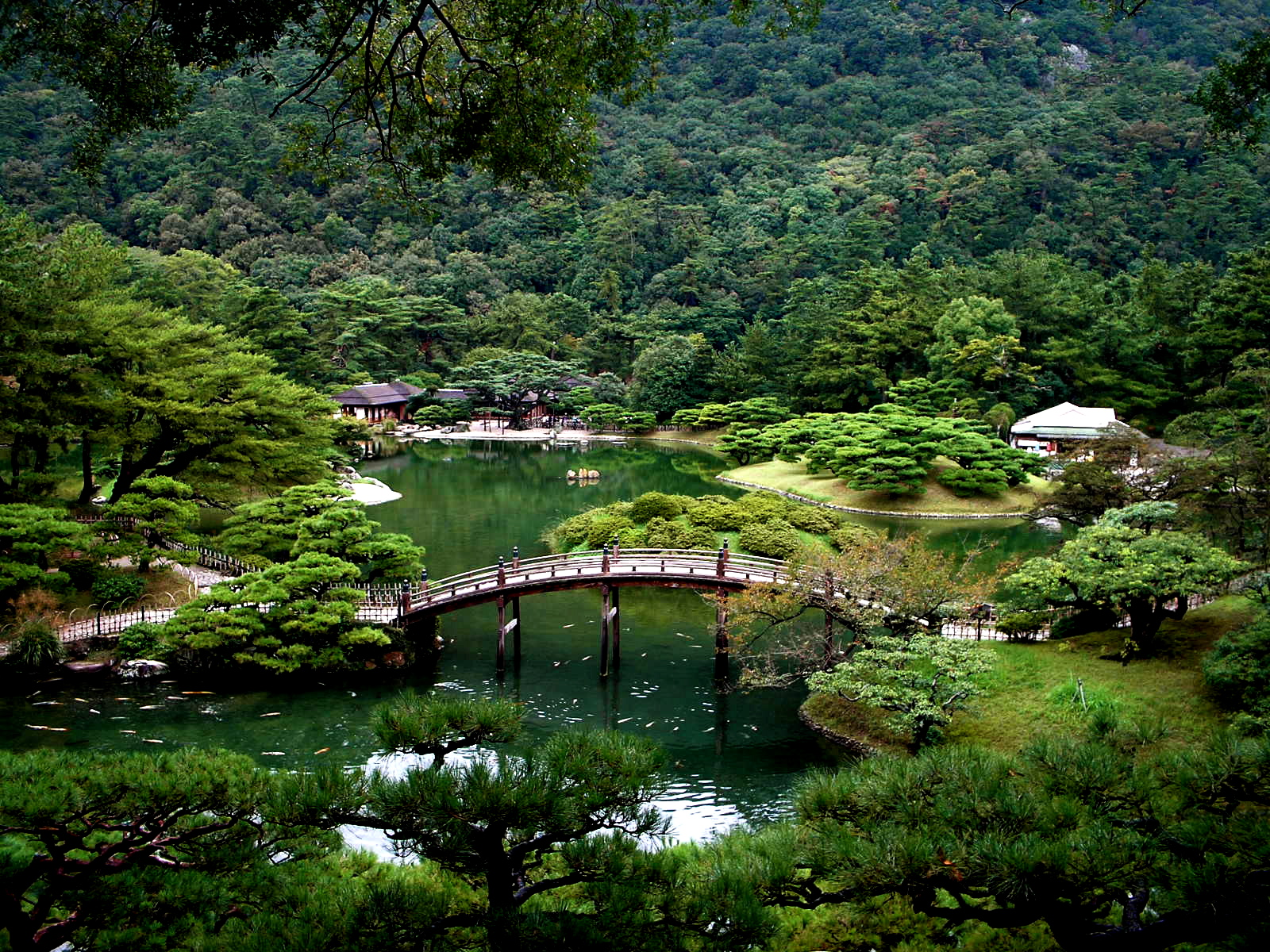
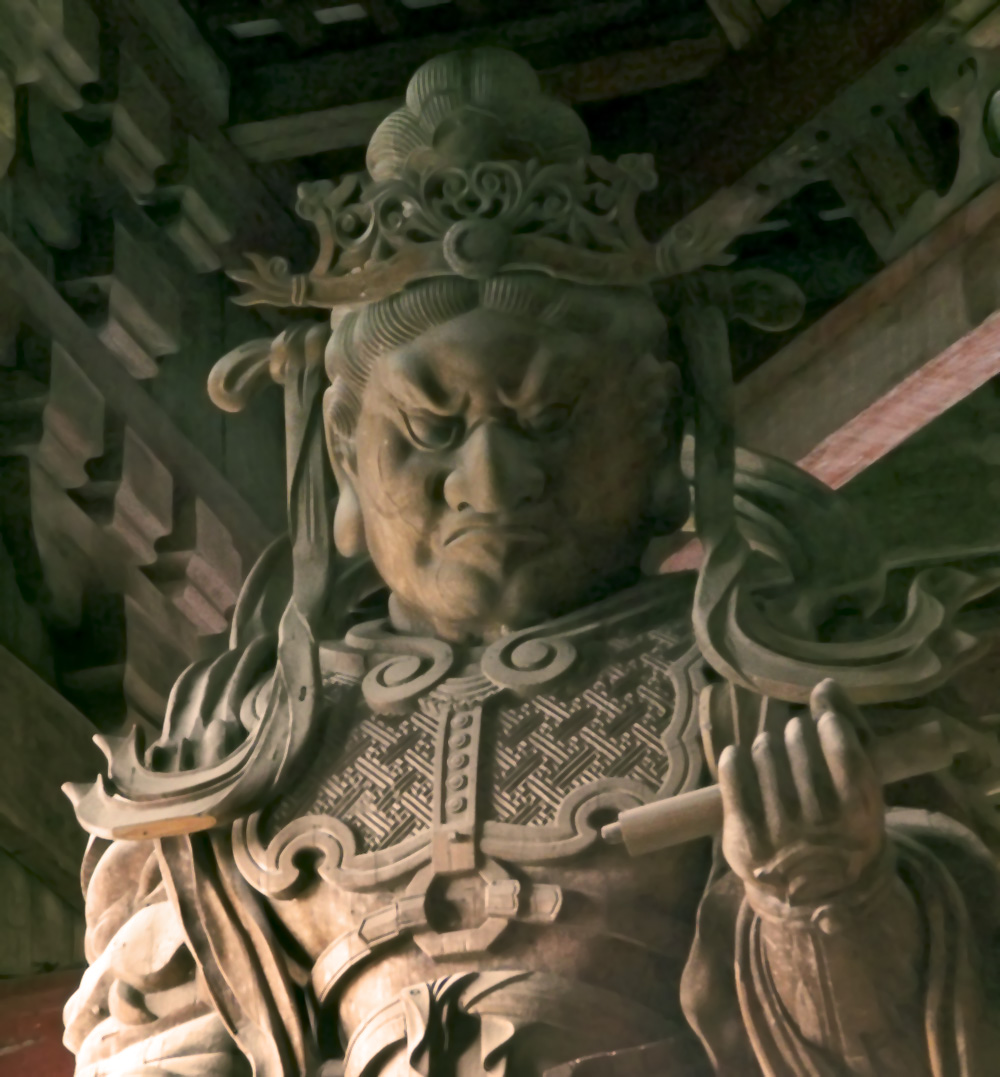
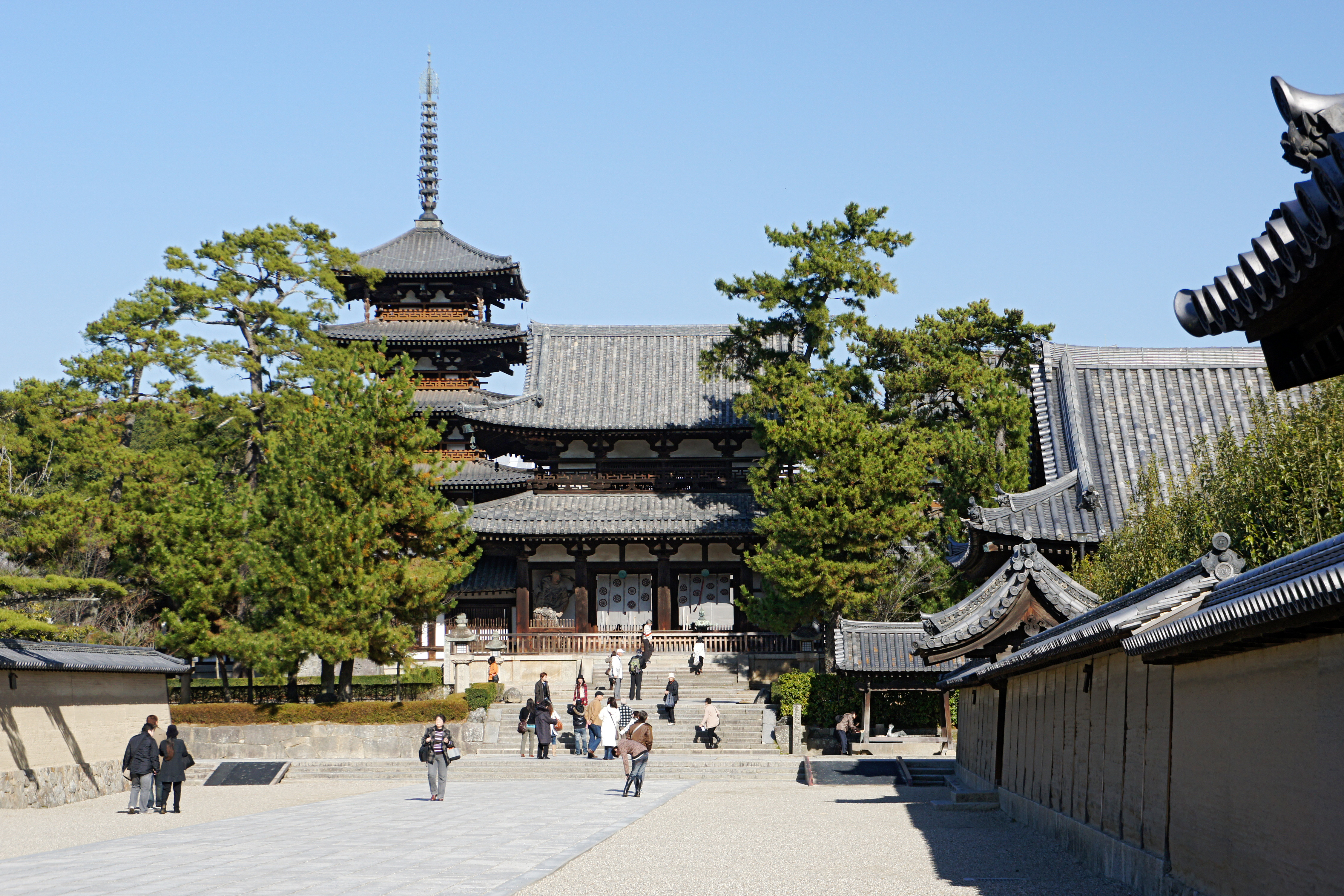